# Boxning vid olympiska sommarspelen 1972
Boxningen vid olympiska sommarspelen 1972 i München innehöll 11 olika viktklasser och var endast öppen för herrar. Kuba tog flest medaljer, och tvåa i medaljligan kom Sovjetunionen. 

## Medaljtabell
| Klass                       | Guld                                | Silver                    | Brons                          |
| Lätt flugvikt Detaljer...   | György Gedó · Ungern                | Kim U-Gil · Nordkorea     | Ralph Evans · Storbritannien   |
| Lätt flugvikt Detaljer...   | György Gedó · Ungern                | Kim U-Gil · Nordkorea     | Enrique Rodríguez · Spanien    |
| Flugvikt Detaljer...        | Georgi Kostadinov · Bulgarien       | Leo Rwabwogo · Uganda     | Leszek Blazynski · Polen       |
| Flugvikt Detaljer...        | Georgi Kostadinov · Bulgarien       | Leo Rwabwogo · Uganda     | Douglas Rodríguez · Kuba       |
| Bantamvikt Detaljer...      | Orlando Martínez · Kuba             | Alfonso Zamora · Mexiko   | Ricardo Carreras · USA         |
| Bantamvikt Detaljer...      | Orlando Martínez · Kuba             | Alfonso Zamora · Mexiko   | George Turpin · Storbritannien |
| Fjädervikt Detaljer...      | Boris Kuznetsov · Sovjetunionen     | Philip Waruinge · Kenya   | András Botos · Ungern          |
| Fjädervikt Detaljer...      | Boris Kuznetsov · Sovjetunionen     | Philip Waruinge · Kenya   | Clemente Rojas · Colombia      |
| Lättvikt Detaljer...        | Jan Szczepański · Polen             | László Orbán · Ungern     | Samuel Mbugua · Kenya          |
| Lättvikt Detaljer...        | Jan Szczepański · Polen             | László Orbán · Ungern     | Alfonso Pérez · Colombia       |
| Lätt weltervikt Detaljer... | Ray Seales · USA                    | Angel Angelov · Bulgarien | Issaka Daborg · Niger          |
| Lätt weltervikt Detaljer... | Ray Seales · USA                    | Angel Angelov · Bulgarien | Zvonimir Vujin · Jugoslavien   |
| Weltervikt Detaljer...      | Emilio Correa · Kuba                | János Kajdi · Ungern      | Dick Murunga · Kenya           |
| Weltervikt Detaljer...      | Emilio Correa · Kuba                | János Kajdi · Ungern      | Jesse Valdez · USA             |
| Lätt mellanvikt Detaljer... | Dieter Kottysch · Västtyskland      | Wiesław Rudkowski · Polen | Alan Minter · Storbritannien   |
| Lätt mellanvikt Detaljer... | Dieter Kottysch · Västtyskland      | Wiesław Rudkowski · Polen | Peter Tiepold · Östtyskland    |
| Mellanvikt Detaljer...      | Vyacheslav Lemeshev · Sovjetunionen | Reima Virtanen · Finland  | Prince Amartey · Ghana         |
| Mellanvikt Detaljer...      | Vyacheslav Lemeshev · Sovjetunionen | Reima Virtanen · Finland  | Marvin Johnson · USA           |
| Lätt tungvikt Detaljer...   | Mate Parlov · Jugoslavien           | Gilberto Carrillo · Kuba  | Janusz Gortat · Polen          |
| Lätt tungvikt Detaljer...   | Mate Parlov · Jugoslavien           | Gilberto Carrillo · Kuba  | Isaac Ikhouria · Nigeria       |
| Tungvikt Detaljer...        | Teófilo Stevenson · Kuba            | Ion Alexe · Rumänien      | Peter Hussing · Västtyskland   |
| Tungvikt Detaljer...        | Teófilo Stevenson · Kuba            | Ion Alexe · Rumänien      | Hasse Thomsén · Sverige        |

## Medaljfördelning
| Medaljfördelning |                |      |        |       |        |
| Placering        | Nation         | Guld | Silver | Brons | Totalt |
| 1                | Kuba           | 3    | 1      | 1     | 4      |
| 2                | Sovjetunionen  | 2    | 0      | 0     | 2      |
| 3                | Ungern         | 1    | 2      | 1     | 4      |
| 4                | Polen          | 1    | 1      | 2     | 4      |
| 5                | Bulgarien      | 1    | 1      | 0     | 2      |
| 6                | USA            | 1    | 0      | 3     | 4      |
| 7                | Västtyskland   | 1    | 0      | 1     | 2      |
| 7                | Jugoslavien    | 1    | 0      | 1     | 2      |
| 9                | Kenya          | 0    | 1      | 2     | 3      |
| 10               | Finland        | 0    | 1      | 0     | 1      |
| 10               | Mexiko         | 0    | 1      | 0     | 1      |
| 10               | Nordkorea      | 0    | 1      | 0     | 1      |
| 10               | Rumänien       | 0    | 1      | 0     | 1      |
| 10               | Uganda         | 0    | 1      | 0     | 1      |
| 15               | Storbritannien | 0    | 0      | 3     | 3      |
| 16               | Colombia       | 0    | 0      | 2     | 2      |
| 17               | Östtyskland    | 0    | 0      | 1     | 1      |
| 17               | Ghana          | 0    | 0      | 1     | 1      |
| 17               | Niger          | 0    | 0      | 1     | 1      |
| 17               | Nigeria        | 0    | 0      | 1     | 1      |
| 17               | Spanien        | 0    | 0      | 1     | 1      |
| 17               | Sverige        | 0    | 0      | 1     | 1      |